# Clan del Cangrejo
El Clan del Cangrejo, en el universo ficticio del juego de rol y de cartas coleccionables de la Leyenda de los Cinco Anillos, es un clan de samuráis fundado por el Kami Hida.
Desde la fundación del Imperio, el emperador y kami Hantei le asignó a cada uno de sus hermanos una labor. En el caso de Hida, dado que llegó a ser de entre todos el más fuerte, se encargó de la defensa de Rokugan contra las tierras sombrías.
Sus colores típicos de vestimenta son grises, azul oscuro y negro. Dedicados a una vida de lucha eterna, son considerados bárbaros en una mundo donde las formas son lo más importante.

## Familias
Durante mil años, el clan del Cangrejo ha cumplido con su deber de proteger el Imperio Esmeralda de los horrores de las Tierras Sombrías. Sus samurái están entre los mejor entrenados de Rokugan. Sus escuelas enseñan la forma en pequeños ejércitos pueden derrotar a otros mayores, porque cuando las Tierras Sombrías asaltan las fortalezas del Cangrejo, los samurái se enfrentan a inferioridades numéricas de al menos 3 contra 1.
A diferencia de los demás clanes, los Cangrejos no valoran tanto la sinceridad como la honestidad. "No hay mentiras entre los aliados en un campo de batalla", reza un antiguo dicho que todo Cangrejo conoce y comprende. Llevan esta filosofía del campo de batalla a la corte y se dejan arrastrar fácilmente por un ardiente temperamento cuando creen que se les miente. Los Cangrejo ven la situación política en términos muy simples: los fuertes tienen más derecho a gobernar que los débiles. Los que no pueden proteger el Imperio no merecen gobernarlo. Debido a que el primer Hida fue derrotado por Hantei, respetan a esta dinastía. Sin embargo, si llegara el tiempo en que un Hida pudiera tomar el trono del Hantei gobernante, lo harían sin dudarlo.
- Hida: familia formada por los descendientes del fundador del clan, eje de los ejércitos del Cangrejo a lo largo de toda la Muralla Kaiu. Aunque de por sí los miembros de este clan superan en tamaño y fuerza a los del resto del Imperio Esmeralda, los Hida son especialmente fornidos.
- Hiruma: familia de exploradores y rastreadores por excelencia. Son los más experimentados a la hora de internarse en las Tierras Sombrías. Viven con la desgracia de no tener hogar, pues aunque viven en la Muralla del Carpintero su hogar ancestral está conquistado por las fuerzas de Fu Leng el Kami Oscuro.
- Kaiu: familia de ingenieros y constructores por excelencia. El primer Kaiu fue el encargado de levantar la muralla que lleva su nombre y protege a Rokugan. Su maestría les ha llevado a ser los encargados de construir la Tumba de Iuchiban, un laberinto donde encerrar al legendario maho-tsukai (mago de la sangre) que puso en jaque en varias ocasiones al Imperio.
- Kuni: familia que posee la escuela de shugenja del clan. Son respetados y temidos incluso por los Cangrejo. Estudian más de cerca que nadie el poder de la Mancha Sombría, y esta se adhiere a todo lo que toca. Dentro de está familia están los Cazadores de Brujas Kuni, bushi especializados en detectar y acabar con cualquiera que está manchado.
- Yasuki: la menor de las familias, son los mercaderes del clan. Inicialmente fue una familia de la Grulla. Sufrió una escisión años atrás separándose sus componentes entre el clan de la Grulla y el del Cangrejo. Las tierras de la familia son ricas y prosperas, por ello ambos clanes están en constante disputa.
- Toritaka: la más reciente de las familias que forman parte del Cangrejo. Antiguamente conocido como el clan menor del Halcón, conocidos por la sintonía natural que poseían sus miembros con los fantasmas. En 1125 un ritual de magia de la sangre abrió una brecha entre el mundo de los vivos y el de los espíritus y el clan quedó sumido en el caos y la ruina. Fue entonces cuando el Emperador dio permiso al Cangrejo para absorber al clan menor.